# Бедуины в Израиле
Бедуины в Израиле (араб.  بدو اسرائيل‎,; ивр. בדואים בישראל‎ Ха-бедуим ба-Негев) — кочевые арабские племена (бедуины), проживающие в Израиле районах Негев и Галилея. Исповедуют ислам.
Бедуины Негева — потомки выходцев с территории современной Саудовской Аравии, пришедшие на волне мусульманских завоеваний в VII веке в пустыню Негев. Бедуины Галлилеи — выходцы из Сирийской пустыни.

## Бедуины Израиля

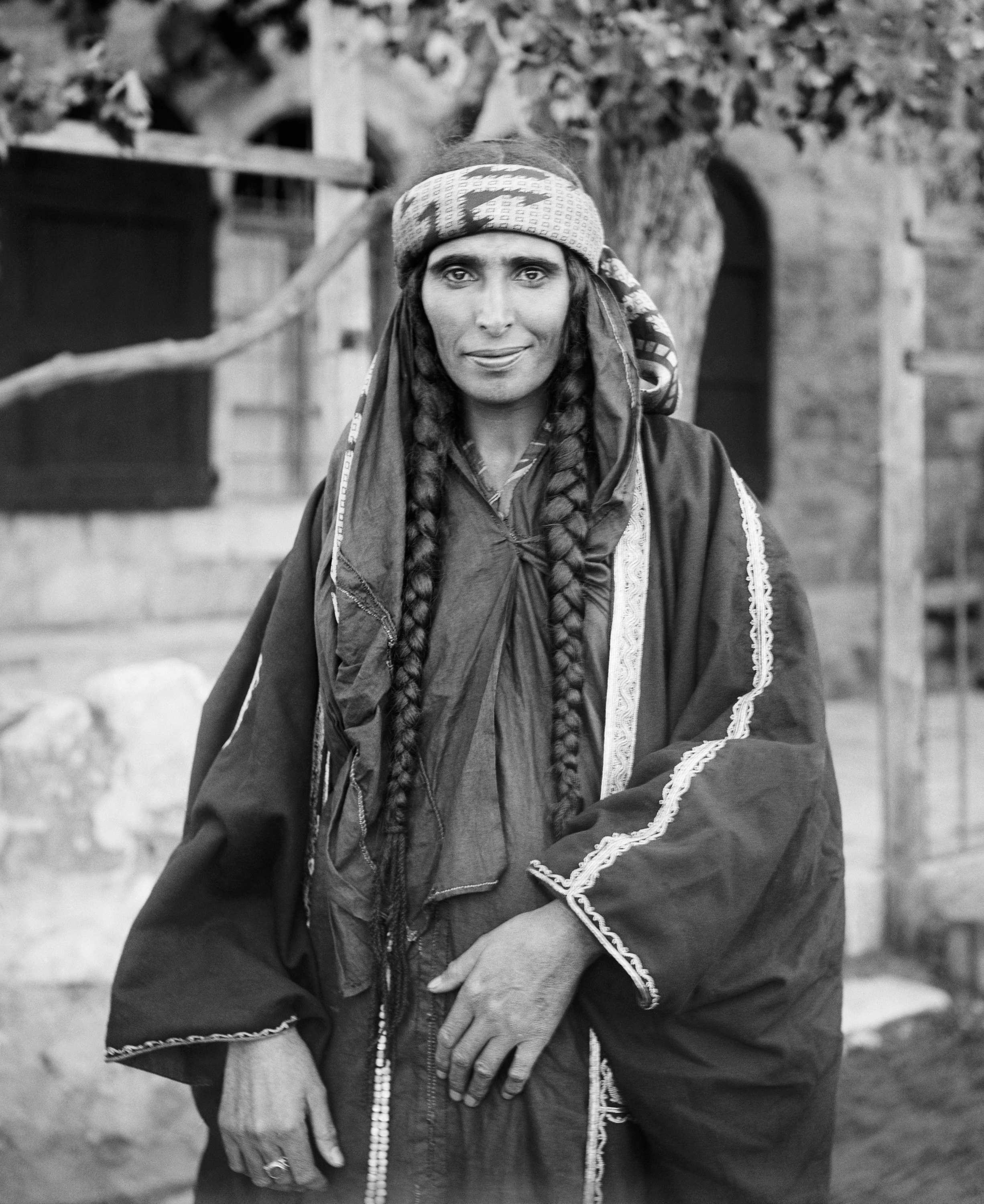
Бедуинская женщина в Иерусалиме, ок 1880 г.

Израильские бедуины разделяются на «южных» и «северных», значительно разнящихся по своей культуре. Меньшая их часть («северные») в течение последних ста — ста пятидесяти лет осела на севере Израиля (поселения Аль-Гейб, Зарзир) и традиционно занимается земледелием. Основная же масса израильских бедуинов («южные») проживает в пустыне Негев.
В 2004 году бедуинское население Израиля достигало около 130 тысяч человек в Негеве и около 60 тысяч на севере и в центе страны
В 2023 году, согласно данным Управления народонаселения и миграции, в Негеве насчитывалось 301 тысяча бедуинов.

## Бедуины Негева
Основным занятием Негевских бедуинов издревле было кочевое животноводство (главным образом овцеводство). Их традиционным одеянием является галабея, белая туника, и куфия — головной убор из ткани и двумя хлопковыми обручами. Женщины традиционно закрывают лицо буркой, платком, украшенным монетами, золотом или медными подвесками. Цвет вышивки на женских одеждах определяется их статусом. Красный носят замужние женщины, голубой или синий — незамужние.

### Расселение

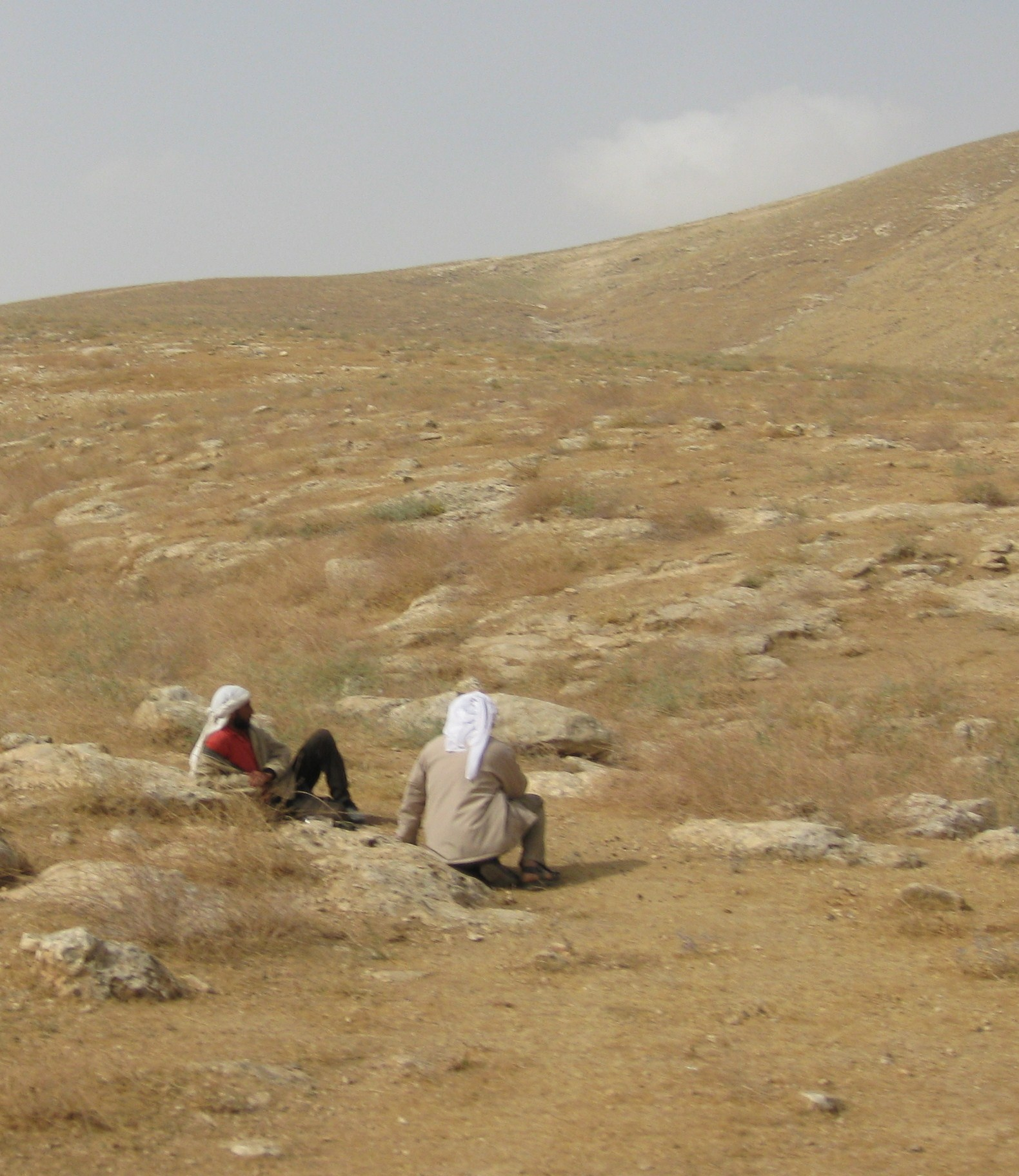
Бедуины в Иудейской пустыне

Израиль, на всём протяжении своей истории, проводит в отношении бедуинов политику, направленную на расселение бедуинов в постоянных местах проживания и прекращение ведения ими кочевого образа жизни. Для этой цели бедуинам, решившим оставить кочевой образ жизни, предоставляется целый ряд льгот и привилегий. В результате основная масса израильских бедуинов переселилась в деревни. Первая из них (Тель-Шева) была основана в 1974 году. Кроме этого, в Негеве (главным образом, в районе Беэр-Шевы) существуют бедуинские деревни с многотысячным населением (Сегев Шалом, Лакия, Хура, Арроэр). Однако самым крупным проектом стала деревня Рахат, основанная в 1974 году невдалеке от автотрассы Беэр-Шева — Тель-Авив. В настоящее время в Рахате проживает 45 тысяч жителей (треть всех израильских бедуинов), и эта бедуинская деревня получила статус города. Бедуины, осевшие в организованных израильским правительством населённых пунктах (так называемые «законные бедуинские поселения»), практически все перешли от разведения овец к современным профессиям. В последние годы среди них стремительно растёт число имеющих высшее образование. Очень многие из них (в особенности жители Рахата) успешно занялись бизнесом. Незначительное число израильских бедуинов и по настоящее время продолжает вести традиционный кочевой образ жизни и периодически меняет своё место жительства (так называемые «незаконные бедуинские поселения»: аль-Бутым, ад-Денират и другие).
Бедуинское население Негева занимает нижние ступени социоэкономической лестницы Израиля.

### Бедуины в армии
Бедуины Израиля, в отличие от друзов, не подлежат обязательному призыву в армию, однако могут призываться на добровольной основе. Солдаты-бедуины служат в боевых и элитных подразделениях и в составе пограничной охраны и полиции. Существует также Батальон бедуинских следопытов, входящий в состав Южного военного округа, бедуинский батальон спасателей при командовании тыла израильской армии и другие. Знание местности делает бедуинов весьма полезными в разведке и в патрулировании. Как правило, ивр. גשש‎ («гашаш» — бедуин-следопыт) идёт впереди воинской колонны, определяя заминированные участки.
Количество бедуинов, добровольно призывающихся в израильскую армию, составляет несколько сот человек в год (из населения порядка 200 тысяч человек), и сильно колеблется от года к году, испытывая влияние общего состояния палестино-израильского конфликта; так, после начала второй Интифады количество призывников-бедуинов упало на треть. На 2021 год, в армии служило около 1500 бедуинов, в том числе 84 офицера (из них один полковник и десять подполковников); ежегодный призыв достиг около 600 человек по сравнению с 400—500 человек в предыдущие годы. Бедуины Галилеи составляют большинство добровольцев.
В Галилее установлен монумент, увековечивающий вклад бедуинских воинов на благо Цахала и государства. Однако, несмотря на их вклад, вхождение бедуинов в израильское общество крайне ограничено.

### Экономические и социальные условия
Традиционный источник заработка бедуинов — сельское хозяйство (скотоводство и обработка земель), однако всемирное удешевление сельскохозяйственной продукции и переселение в постоянные поселения резко снизило доход бедуинов. Тот факт, что они живут на периферии, и без условий для развития промышленности значительно усложняют экономическую ситуацию бедуинов.
Среди бедуинского населения растет безработица, бедность и преступность.
В бедуинском обществе принято многожёнство, около четверти бедуинского населения имеют по несколько жен, иногда из Газы, горы Хеврон и соседних стран. При традиционном кочевом образе жизни женщина ответственна за выпас скота и домашние работы, однако в современном обществе она, как правило, остаётся дома и следит за нуждами семьи.
Поселение в постоянных городах также вызвало напряжение между образованной молодежью и традиционными руководителями — шейхами и главами племен. Традиционное руководство постепенно уступает место молодому правлению, занимающему посты в органах местной власти, а также главам организаций, работающих в сферах гражданских прав, благосостояния, религии и образования.
В 1994 году Кнессет организовал парламентскую комиссию по исследованию бедуинского вопроса в стране. Комиссия рассмотрела различные стороны жизни бедуинов и в 1996 году подала заключительный отчет. В ходе заседаний комиссия пришла к двум главным выводам:
1) проблема бедуинского населения Негева длится слишком много времени, и, если правительство не предпримет интенсивные меры для её разрешения, она может отрицательно сказаться на отношениях между бедуинами и государством;
2) второй вывод комиссии касается самого решения этой проблемы, которое кроется в землях, владение которыми является спорным. Комиссия посоветовала правительству найти решение, которое сотрёт чувства пренебрежения и ущемлённости, царящие среди бедуинов, и остановит их подверженность крайним национальным идеям.

### Непризнанные бедуинские деревни
С 1986 года в Израиле действует отдел по решению вопроса бедуинов Негева, живущих в непризнанных правительством поселениях. Отдел занимается созданием дополнительных посёлков для бедуинов и достижению компромисса по вопросам земель.
В 1997 году главы поселений создали областной совет непризнанных поселений, объединяющий 45 деревень. При помощи суда некоторые из них добились улучшений в области медицины, образования и инфраструктуры и образования. Организации по правам человека и арабские организации также занимаются решением вопроса этих поселений.
На 2007 год половины бедуинского населения Негева (примерно 70,000 человек) живут в поселениях без муниципального статуса. Большинство из них не подключены к системе водоснабжения и электроснабжения и находятся на большем расстоянии от транспортных путей. Большинство детей, живущих в этих деревнях, учатся в школах вне места жительства. Многие из них бросают школу из-за отсутствия общественного транспорта.
В июле 2023 года мировой суд Беэр-Шевы вынес постановление о сносе непризнанной бедуинской деревни Рас-Джараба, существовавшей ещё до образования Израиля, и использовании её территории для расширения города Димоны. Предложения жителей деревни о её интеграции в городское пространство были отвергнуты Управлением по делам бедуинов Израиля. Жителям предписано покинуть территорию до марта 2024 года.